# كرة الطائرة في الألعاب الأولمبية الصيفية 2016 – مسابقة السيدات
بطولة السيدات لكرة الطائرة هي الدورة الرابعة عشر من الحدث في دورة الألعاب الاولمبية وقد بدأت في 6 أغسطس 2016 واستمرت حتى 20 أغسطس 2016 ضمن دورة الألعاب الأولمبية الصيفية 2016 المقامة في ريو دي جانيرو، البرازيل وشارك فيها 144 لاعب من 12 دولة.